# Elena Băsescu

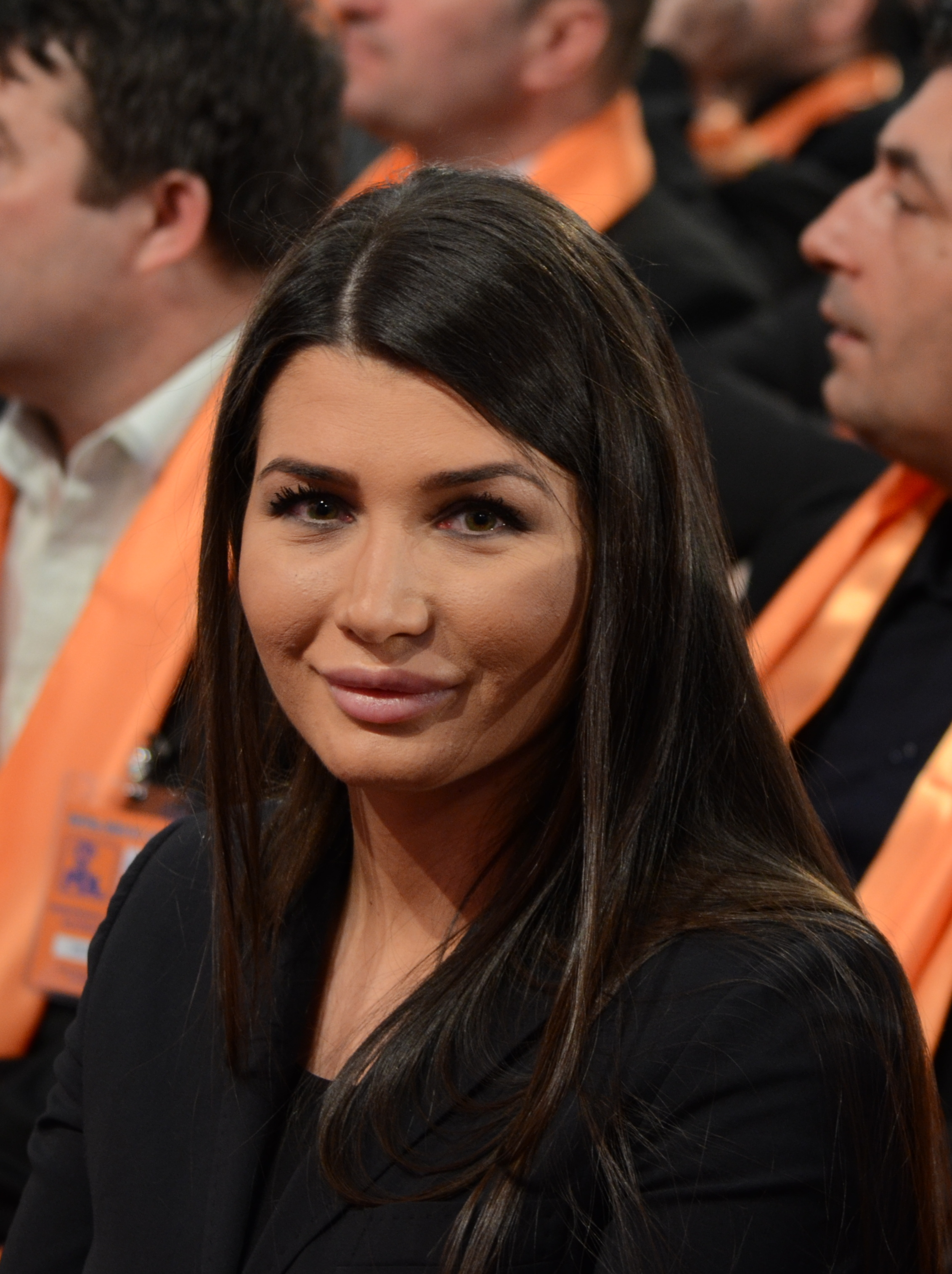
Elena Băsescu (März 2013)

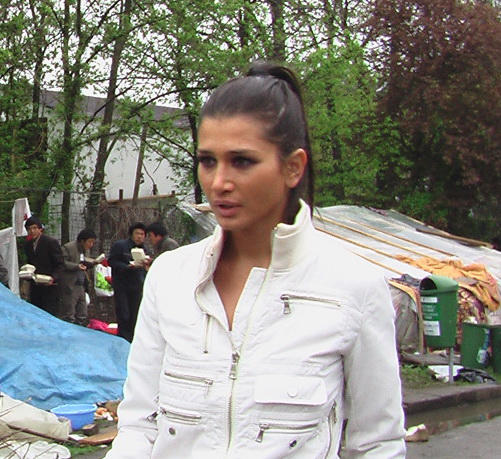
Elena Băsescu (Juli 2009)

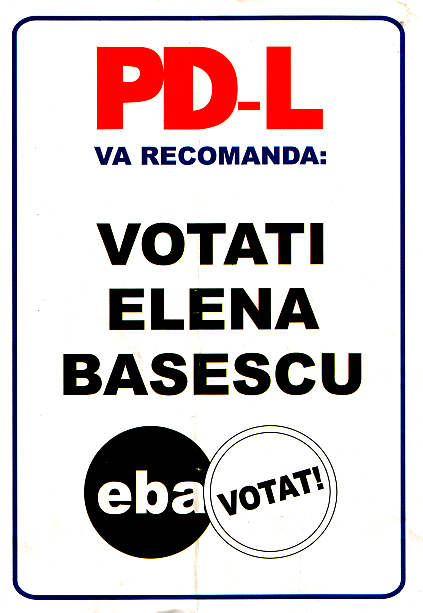
Wahlplakat, auf dem die PD-L 2009 die Wahl von Elena Băsescu empfahl

Elena Băsescu (* 24. April 1980 in Constanța) ist eine rumänische Politikerin, die von 2009 bis 2014 Mitglied des Europäischen Parlaments in der Fraktion der EVP war.

## Leben
Die jüngste Tochter des rumänischen Staatspräsidenten Traian Băsescu war vor ihrer Kandidatur Vorsitzende des Jugendverbandes der Partei PD-L, die auch ihren Vater unterstützte. Vor ihrem Einstieg in die Politik im Jahre 2007 arbeitete sie als Model und studierte Wirtschaftswissenschaften.
Ihre vom Vater unterstützte Kandidatur stieß wegen des Vorwurfes des Nepotismus jedoch auch in der eigenen Partei auf Kritik, weshalb Elena Basescu nicht auf dem ursprünglich angedachten Listenplatz 5 kandidierte. Stattdessen trat sie als unabhängige Kandidatin an. Bei einer historisch niedrigen Wahlbeteiligung von etwa 27 % erhielt sie im Ergebnis 4,22 % der Stimmen (zirka 211.000), was für das Mandat reichte. Jedoch war dieses Ergebnis weiterhin mit dem Vorwurf belastet, der Präsident habe sich zu stark für die Gewinnung der für die Kandidatur notwendigen 200 000 zustimmenden Unterschriften und bei der Wahl durch das Zusichern einer Mindeststimmenzahl in jedem Wahllokal durch die Parteigremien der PD-L eingesetzt. Rumänische Journalisten fanden bei verdeckten Recherchen heraus, dass über die Ortsvereine der Partei PD-L die Abgabe der notwendigen Stimmen sichergestellt worden war.
Elena Băsescu wurde in den Medien als „Barbie-Puppe“, „Party-Prinzessin“ oder „Paris Hilton der Karpaten“ betitelt. Die Presse kritisierte, sie habe keinerlei politische Erfahrung, sei der rumänischen Grammatik nicht mächtig und sei nicht in der Lage, das Land in Europa zu vertreten. Ihr Vater saß die öffentliche Empörung darüber aus.

## MEP Member of European Parliament
Im Europaparlament war sie stellvertretende Vorsitzende im Petitionsausschuss sowie Mitglied im Ausschuss für Wirtschaft und Währung, in der Delegation in den Ausschüssen für parlamentarische Kooperation EU-Armenien, EU-Aserbaidschan und EU-Georgien und in der Delegation für die Beziehungen zu Israel.